# Harrison (Michigan)
Pour les articles homonymes, voir Harrison.
Harrison est une ville située dans l’État américain du Michigan. Elle est le siège du comté de Clare. Sa population est de 2 108 habitants.